# محمود طرشونة
محمود طرشونة اديب تونسي معاصر وأكاديمي وأستاذ بالجامعة التونسية وناقد، ولد سنة 1941 بصفاقس.

## السيرة الذاتية
محمود طرشونة أديب تونسي معاصر وأكاديمي وأستاذ بالجامعة التونسية وناقد، ولد سنة 1941 بصفاقس. زاول تعليمه بالمدرسة الابتدائية بمسقط رأسه وبالمعهد الثانوي بسوسة، ومنه أحرز على شهادة الباكالوريا. درس في دار المعلمين العليا بتونس من عام 1963 إلى عام 1966 وحصل على الإجازة في اللغة والآداب العربية.حصل على شهادة التبريز من جامعة السوربون بباريس عام 1968، كما حصل على درجة دكتوراة دولة في الأدب المقارن عام 1980 من نفس الجامعة. زاول التدريس بالمعاهد الثانوية، ويدرس حاليًا في الكليات والمعاهد العليا كأستاذ للأدب المقارن.عمل مديرًا للدراسات والبحوث في مؤسسة (بيت الحكمة) من عام 1986 إلى عام 1991. كتب القصة القصيرة والمقال الأدبي، وله بحوث ودراسات في ميدان اختصاصه، وتحقيقات في التراث، وترجمات من الفرنسية إلى العربية. شغل منصب رئيس اللجنة الوطنية لمئوية محمود المسعدي عام 2011، ومنصب رئيس الجمعية التونسية للأدب المقارن عام 2012. عضو المجمع التونسي للعلوم والآداب والفنون، وعمل مديرًا لقسم الآداب واللغة به من عام 2013 إلى عام 2015. عضو لجنة تحكيم جائزة الملك فيصل الدولية وجائزة الرواية العربية بالقاهرة. عضو سابق بالمجلس العلمي بكلية الآداب بتونس والمكتب التنفيذي لنقابة التعليم العالي والبحث العلمي. شارك في مؤتمرات الأدباء العرب بكلّ من عمّان، وصنعاء، وعدن، وبغداد، وتونس. ألقى محاضرات في العديد من الجامعات العربية والأوروبية.

## مؤلفاته
من أعماله الروائيّة:
• “دنيا”، 1993
• “المعجزة”، 1997
• “التمثال”، 1999
• “باب النور”، 2015
الأعمال الأخرى:
• “نوافذ” (قصص)، 1977
• “الأدب المريد في مؤلّفات المسعدي”، 1978
• “مائة ليلة وليلة” (تحقيق ودراسة)، 1979
• “مدخل إلى الأدب المقارن وتطبيقه على ألف ليلة وليلة”، 1986
• “مباحث في الأدب التّونسيّ المعاصر”، 1989
• “إشكالية المنهج في النقد الأدبي”، 2000
• “من أعلام الرّواية في تونس”، 2002
• “نقد الرّواية النّسائيّة في تونس”، 2003
• “ألسنة السرد”، 2007
• “رحلة السندباد الثامنة “، 2013
• “دراسات في أدب المسعدي”، 2014

## روابط خارجية
- مسيرة محمود طرشونة.